# Beöthy Zsigmond (színművész)
Beöthy Zsigmond (Budapest, 1875. augusztus 20. – Budapest, Józsefváros, 1901. július 5.) színész, énekes. Beöthy Zsolt és Rákosi Szidi fia.

## Életútja
Édesanyja színiiskoláját végezte el. 1893-ban Rozsnyón tett érettségit, ezután Strasbourgban folytatott filozófiai tanulmányokat, majd a Budapesti Egyetem bölcsészeti fakultását látogatta. Családi tradíciói, művészeti képzettsége és gyönyörű hangja hamarosan a színpad felé terelték a ritka tehetségű ifjú érdeklődését. Hangjának kiképzése után, 1899-ben a Magyar Színházban már nagy sikerrel énekelte a Sulamith Absolon és a Gésák Fairfax szerepét. 1899 nyarán Relle Ivánnál Pozsonyban lépett színpadra. Ugyanebben az évben a Rákosi Szidi-féle iskola vizsgaelőadásain a Kertészleány (Gaetam), Hoffmann meséi (Miracle), Bolond (Deli lovag) és Szegény ifjú története (Odiot Maximé) darabokban is feltűnést keltő sikerrel szerepelt. A nagy énekes szerepekben épp oly otthonosan érezte magát, mint a prózai (drámai) szerepekben. 1901 tavaszán Kolozsvárra szerződött; szerepeit szinte átszellemült átérzéssel játszotta el és e nagy hév megtámadta gyenge szívét. Sikeres szépirodalmi tevékenységét néhány kedves eredeti és fordított költemény örökíti meg.
25 évesen hunyt el, július 6-án kísérték utolsó útjára, a Kerepesi úti temetőbe. Sírja a Fiumei úti sírkertben található (28-9-29). 2005-ben a védetté nyilvánított síron az addig téves sírfeliratot helyesbítették, s immár Beöthy Zsigmond színész végső nyughelyét jelöli.

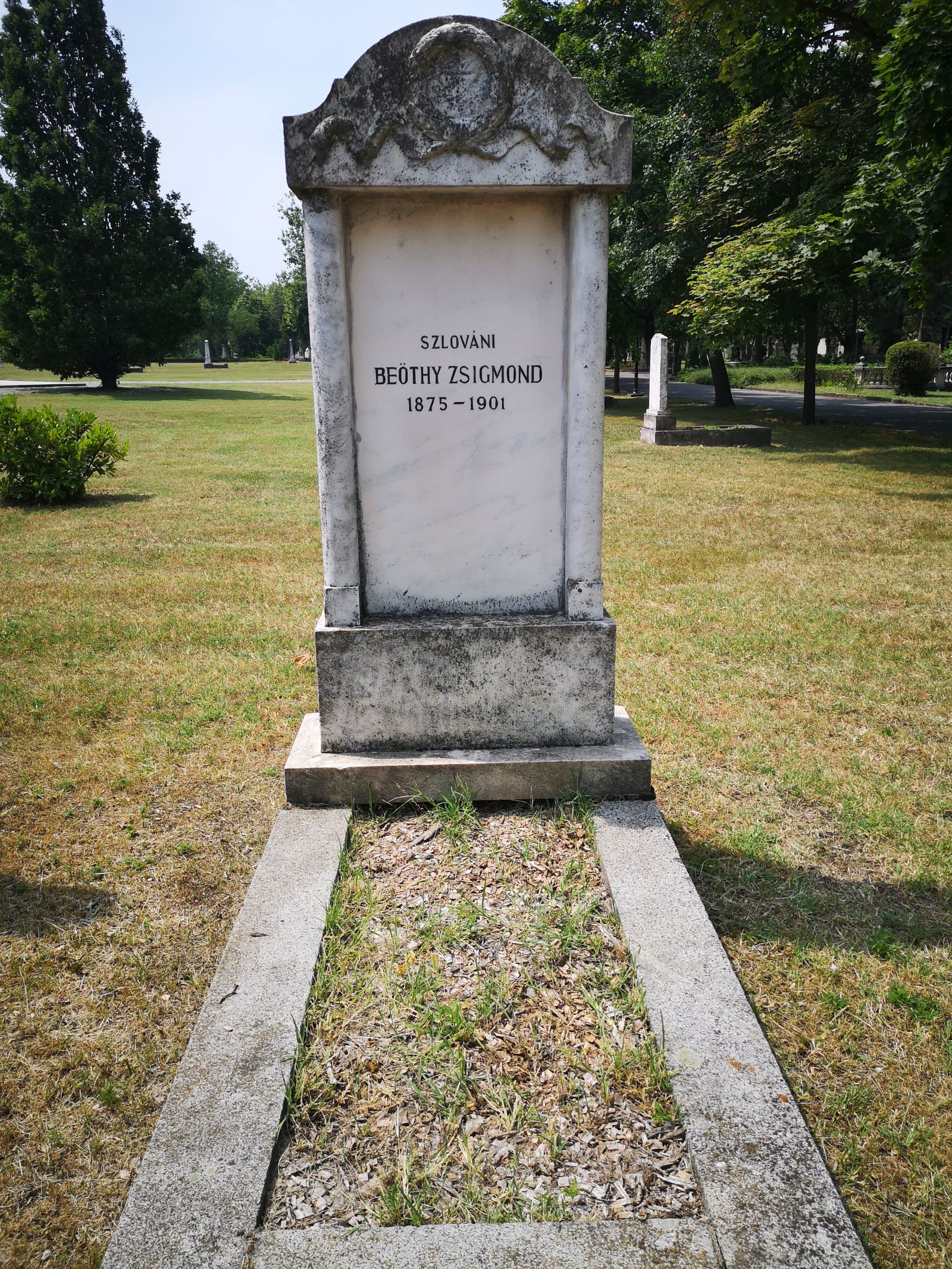
Sírja a Fiumei úti sírkertben, 2022